# Adrano
Adrano ou Aderno est une ville italienne d'environ 36 000 habitants située dans la province de Catane, en Sicile.

## Géographie
Adrano est située sur les pentes de l'Etna.

### Communes limitrophes
Belpasso, Biancavilla, Bronte, Castiglione di Sicilia, Centuripe, Maletto, Nicolosi, Randazzo, Sant'Alfio, Zafferana Etnea.

## Histoire
Le site de Contrada Mendolito est occupé antérieurement à la colonie de Denys. On y a découvert un bronze de style sévère du Ve siècle av. J.-C., dit éphèbe d'Aderno, aux muscles exagérément tendus pour le geste de libation qu'il pratique, copie probable d’une grande statue d’athlète de Pythagoras de Rhégion.
L'antique Adranon était connu pour son sanctuaire dédié à Adranos, dieu du feu des Sicules, où l’on élevait des meutes de chiens sacrés. Les fouilles des grottes sont révélés des sépultures avec une abondante céramique de Castelluccio.
Denys l’Ancien fonde en -400 un avant-poste militaire pour surveiller le territoire sicule. Timoléon y vainc le tyran Hicetas de Leontini, allié aux Carthaginois. 
Sous la domination romaine, la ville subit les troubles de la guerre servile et des vols de Verrès.

## Politique et administration
| Période                                  | Période | Identité | Étiquette | Qualité |
| ---------------------------------------- | ------- | -------- | --------- | ------- |
|                                          |         |          |           |         |
| Les données manquantes sont à compléter. |         |          |           |         |

## Culture locale et patrimoine

### Lieux et monuments
- Château d'Adrano du début du XIVe siècle sur des bases d'époque normande. Le château est l’œuvre du roi normand Roger Ier[3].